# ابراهیم بن مصطفی حلبی
ابراهیم بن مصطفی بن ابراهیم حلبی (؟ - ۱۷۷۶م) فقیه حنفی و ادیب سوری در سدهٔ هجدهم میلادی/دوازدهم هجری بود که آثاری در علم عروض و قافیه نگاشت. در حلب زاده شد و همان‌جا و در قاهره دانش آموخت. به استانبول سفر کرد و آنجا درگذشت. تحفة الأخبار، شرح جواهر الکلام، نظم السیرة در ۶۳ بیت، رساله‌ای در عروض، الحلة الضافیة فی علمی العروض و القافیة، اللمعة از آثار اوست.